# Engràulids
Els engràulids (Engraulidae) són una família de peixos de l'ordre dels clupeïformes. Diverses espècies d'aquesta família reben els noms comuns d'aladrocs, seitons o anxoves. Aquests petits peixos són molt apreciats en la gastronomia de molts països.
Més de 140 espècies es col·loquen en 17 gèneres; es troben als oceans Atlàntic, Índic i Pacífic, així com al mar Negre i al Mar Mediterrani. També n'hi ha en aigua dolça. Les anxoves solen classificar-se com a peix blau.

## Gèneres
| Gèneres de la família dels Engraulids | Gèneres de la família dels Engraulids | Gèneres de la família dels Engraulids | Gèneres de la família dels Engraulids | Gèneres de la família dels Engraulids | Gèneres de la família dels Engraulids                                    | Gèneres de la família dels Engraulids |
| Gèneres                               | Espècie                               | Comenta                               | Gèneres                               | Espècie                               | Comenta                                                                  |                                       |
| ------------------------------------- | ------------------------------------- | ------------------------------------- | ------------------------------------- | ------------------------------------- | ------------------------------------------------------------------------ | ------------------------------------- |
| Amazonsprattus                        | 1                                     |                                       | Anxoa                                 | 35                                    |                                                                          |                                       |
| Anxovia                               | 3                                     |                                       | Anxoviella                            | 4                                     |                                                                          |                                       |
| Cetengraulis                          | 2                                     |                                       | Coilia                                | 13                                    |                                                                          |                                       |
| Encrasicholina                        | 5                                     |                                       | Engraulis                             | 9                                     | Gènere tipus, que conté totes les espècies comercialment significatives. |                                       |
| Jurengraulis                          | 1                                     |                                       | Lycengraulis                          | 4                                     |                                                                          |                                       |
| Lycothrissa                           | 1                                     |                                       | Papuengraulis                         | 1                                     |                                                                          |                                       |
| Pseudosetipinna                       | 1                                     |                                       | Pterengraulis                         | 1                                     |                                                                          |                                       |
| Setipinna                             | 8                                     |                                       | Stolephorus                           | 20                                    |                                                                          |                                       |
| Thryssa                               | 24                                    |                                       |                                       |                                       |                                                                          |                                       |

## Característiques

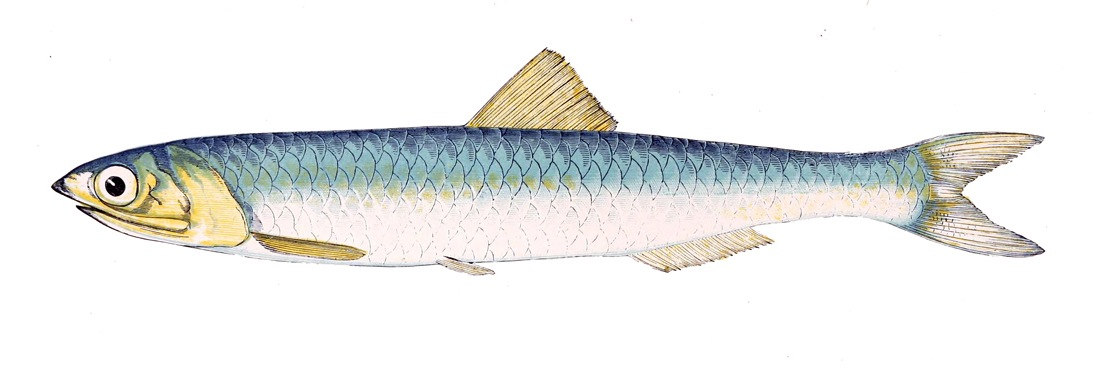
Aladroc, Engraulis encrasicolus

Els engràulids són peixos petits i verds amb reflexos blaus a causa d'una franja longitudinal de color platejat que va des de la base de l'aleta caudal (cua). Van des dels 2 als 40 cm de longitud adulta, i les seves formes corporals són variables amb peixos més esvelts a les poblacions del nord.
El musell és rom amb dents petites i afilades a les dues mandíbules. El musell conté un sol òrgan rostral, que es creu que és de naturalesa electrosensorial, encara que es desconeix la seva funció exacta. La boca és més gran que la dels arengs] i ateriniformes, dos peixos als quals les anxoves s'assemblen molt en altres aspectes. L'anxova menja plàncton i peixos recentment eclosionats.

## Distribució
El engràulids es troben en zones disperses pels oceans del món, però es concentren en aigües temperades i són rares o absents en mars frígids o molt càlids. En general accepten molt una àmplia gamma de temperatures i salinitat. Es poden trobar grans bancs a zones poc profundes, salobroses amb fons fangosos, com als estuaris i badies.
L'aladroc és abundant a la Mediterrània, especialment al Mar d'Alborà, Mar Egeu i Mar Negre. Aquesta espècie es captura regularment al llarg de les costes de Creta, Grècia, Sicília, Itàlia, França, Turquia, nord de l'Iran, Portugal i Espanya. També es troben a la costa del nord d'Àfrica. L'àrea de distribució de l'espècie també s'estén al llarg de la costa atlàntica d'Europa al sud de Noruega. La fresa es produeix entre octubre i març, però no en aigües més fredes de 12 °C. L'anxova sembla desovar almenys a 100 km de la costa, prop de la superfície de l'aigua.

## Ecologia
Els engràulids són una font d'aliment important per a gairebé tots els peixos depredadors del seu entorn, inclòs el Paralichthys californicus, el llobarro atlàntic ratllat, el Seriola quinqueradiata, el tauró, els salmons reial i el platejat. També és extremadament important per als mamífers marins i els ocells; per exemple, l'èxit de reproducció del pelicà bru de Califòrnia i el xatrac elegant està fortament relacionada amb l'abundància d'anxoves.

## Alimentació
Com la majoria dels clupeoides (arengades, sardines i anxoves), són filtradores que obren la boca mentre neden. Quan l'aigua passa per la boca i surt per les brànquies, les partícules d'aliment són tamisades per brànquies i transferides a l'esòfag.

## Engràulids com a aliment humà

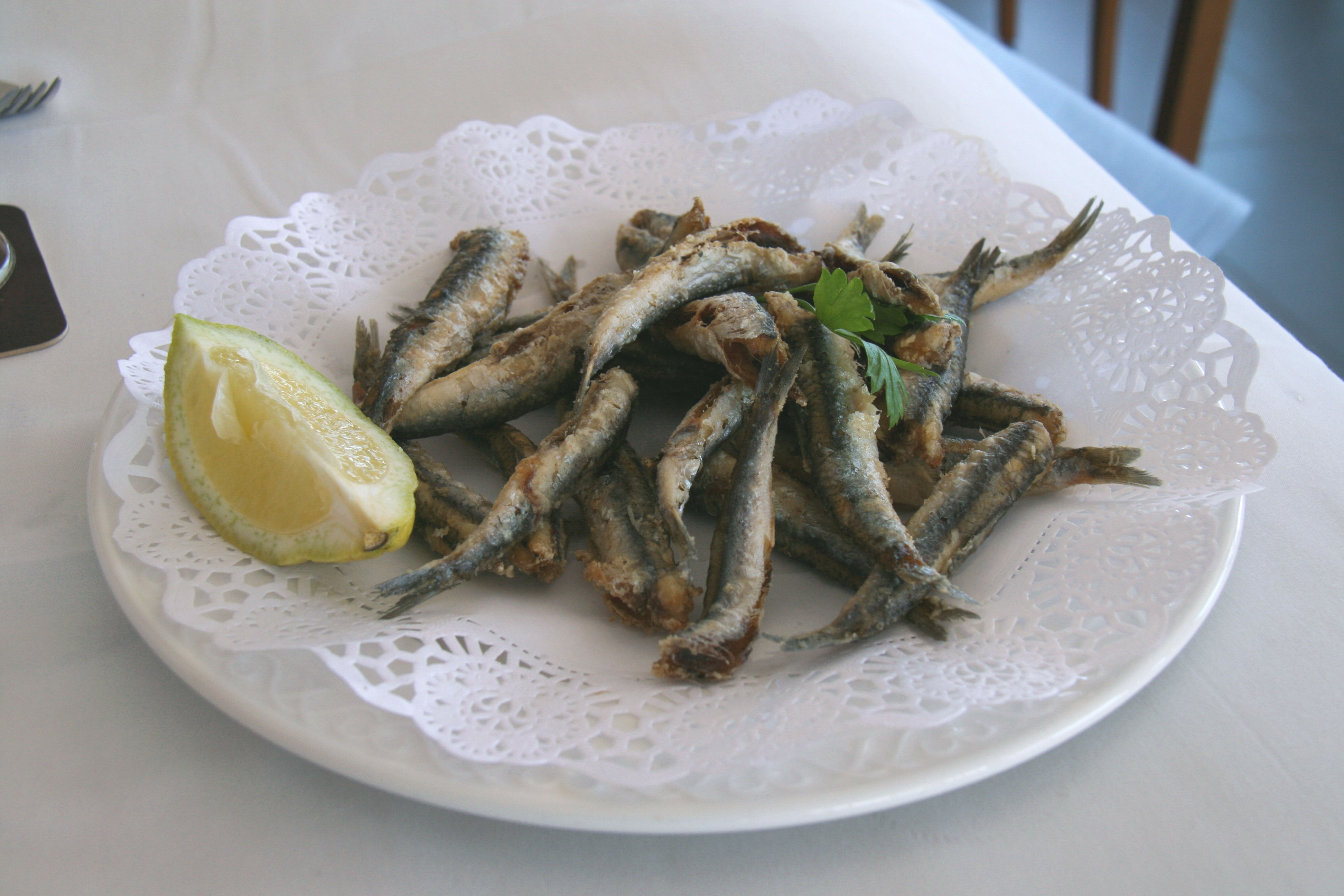
Plat de seitons fregits

Un mètode tradicional de processament i conservació de l'anxova és eviscerar-les i salar-les en salmorra, permetent-les curar, i després envasar-los amb oli o sal. Això dona com a resultat un sabor fort característic i la carn es torna d'un gris profund. En vinagre, les anxoves són més suaus i la polpa conserva un color blanc. A l'Antiga Roma, les anxoves eren la base de la salsa de peix fermentat garum. Garum tenia una vida útil prou llarga per al comerç a llarga distància i es produïa en quantitats industrials. Les anxoves també es menjaven crues com a afrodisíac.
Avui en dia, s'utilitzen en petites quantitats per aromatitzar molts plats. A causa del fort sabor, també són un ingredient en diverses salses i condiments, com ara salsa Worcestershire, amanida Cèsar, remolada, Gentleman's Relish, moltes salses de peix, i en algunes versions de salsa de Café de Paris. Per a ús domèstic, els filets d'anxova s'envasen amb oli o sal en llaunes o pots petits, de vegades enrotllats al voltant de tapereres. També se'n fa pasta d'anxova. Els pescadors també utilitzen anxoves com a esquer per a peixos més grans, com ara la tonyina.
El gust fort que la gent associa amb les anxoves es deu al procés de curació. Les anxoves fresques, conegudes a seitons, tenen un sabor molt més suau.
A Suècia i Finlàndia, el nom "anxoves" està fortament relacionat amb un condiment tradicional, per tant, el producte "anxoves" normalment es fa amb amploies i arengs es poden vendre com a "anxoves especiades". Els peixos de la família Engraulidae es coneixen com a sardell a Suècia i sardelli a Finlàndia, cosa que genera confusió a l'hora de traduir receptes.
Als països del sud-est asiàtic com Indonèsia, Singapur, Malàisia i les Filipines, es fregeixen i es mengen com a berenar o com a guarnició. Es coneixen com ikan bilis en malai, ikan teri en indonesi i dilis en filipí.

## Espècies comercials
| Espècies comercials significatives | Espècies comercials significatives              | Espècies comercials significatives | Espècies comercials significatives | Espècies comercials significatives | Espècies comercials significatives | Espècies comercials significatives | Espècies comercials significatives | Espècies comercials significatives | Espècies comercials significatives | Espècies comercials significatives |
| Nom comú                           | Nom científic                                   | Llargada màxima                    | Llargada mitjana                   | Amplada màxima                     | Edat màxima                        | Nivell tròfic                      | Fish Base                          | FAO                                | ITIS                               | IUCN                               |
| ---------------------------------- | ----------------------------------------------- | ---------------------------------- | ---------------------------------- | ---------------------------------- | ---------------------------------- | ---------------------------------- | ---------------------------------- | ---------------------------------- | ---------------------------------- | ---------------------------------- |
| Anxova europea*                    | Engraulis encrasicolus (Linnaeus, 1758)         | 20.0 cm (8 in)                     | 13.5 cm (5 1⁄2 in)                 | 49 g (1 3⁄4 oz)                    | 5 anys                             | 3.11                               | [ 15 ]                             | [ 16 ]                             | [ 17 ]                             | Menys preocupació                  |
| Anxova argentina                   | Engraulis anchoita (Hubbs & Marini, 1935)       | 17.0 cm (6 1⁄2 in)                 | 10.0 cm (4 in)                     | 25 g (7⁄8 oz)                      | ? anys                             | 2.51                               | [ 19 ]                             | [ 20 ]                             | [ 21 ]                             | Menys preocupació                  |
| Anxova de Califòrnia               | Engraulis mordax (Girard, 1856)                 | 24.8 cm (10 in)                    | 15.0 cm (6 in)                     | 68 g (2 3⁄8 oz)                    | 7 anys                             | 2.96                               | [ 23 ]                             | [ 24 ]                             | [ 25 ]                             | Menys preocupació                  |
| Anxova japonesa                    | Engraulis japonicus (Temminck & Schlegel, 1846) | 18.0 cm (7 in)                     | 14.0 cm (5 1⁄2 in)                 | 45 g (1 5⁄8 oz)                    | 4 anys                             | 2.60                               | [ 27 ]                             | [ 28 ]                             | [ 29 ]                             | No valorat                         |
| Anxova del Pacífic                 | Engraulis ringens (Jenyns, 1842)                | 20.0 cm (8 in)                     | 14.0 cm (5 1⁄2 in)                 | ? g                                | 3 anys                             | 2.70                               | [ 30 ]                             | [ 31 ]                             | [ 32 ]                             | Menys preocupació                  |
| Anxova sudafricana                 | Engraulis capensis (Gilchrist, 1913)            | 17.0 cm (6 1⁄2 in)                 | 11.0 cm (4 1⁄2 in) ((Linf+Lm)/2)   | ? g                                | ? anys                             | 2.80                               | [ 34 ]                             | [ 35 ]                             | [ 36 ]                             | No valorat                         |

* Tipus d'espècies